# 시궁구 (뤄양시)

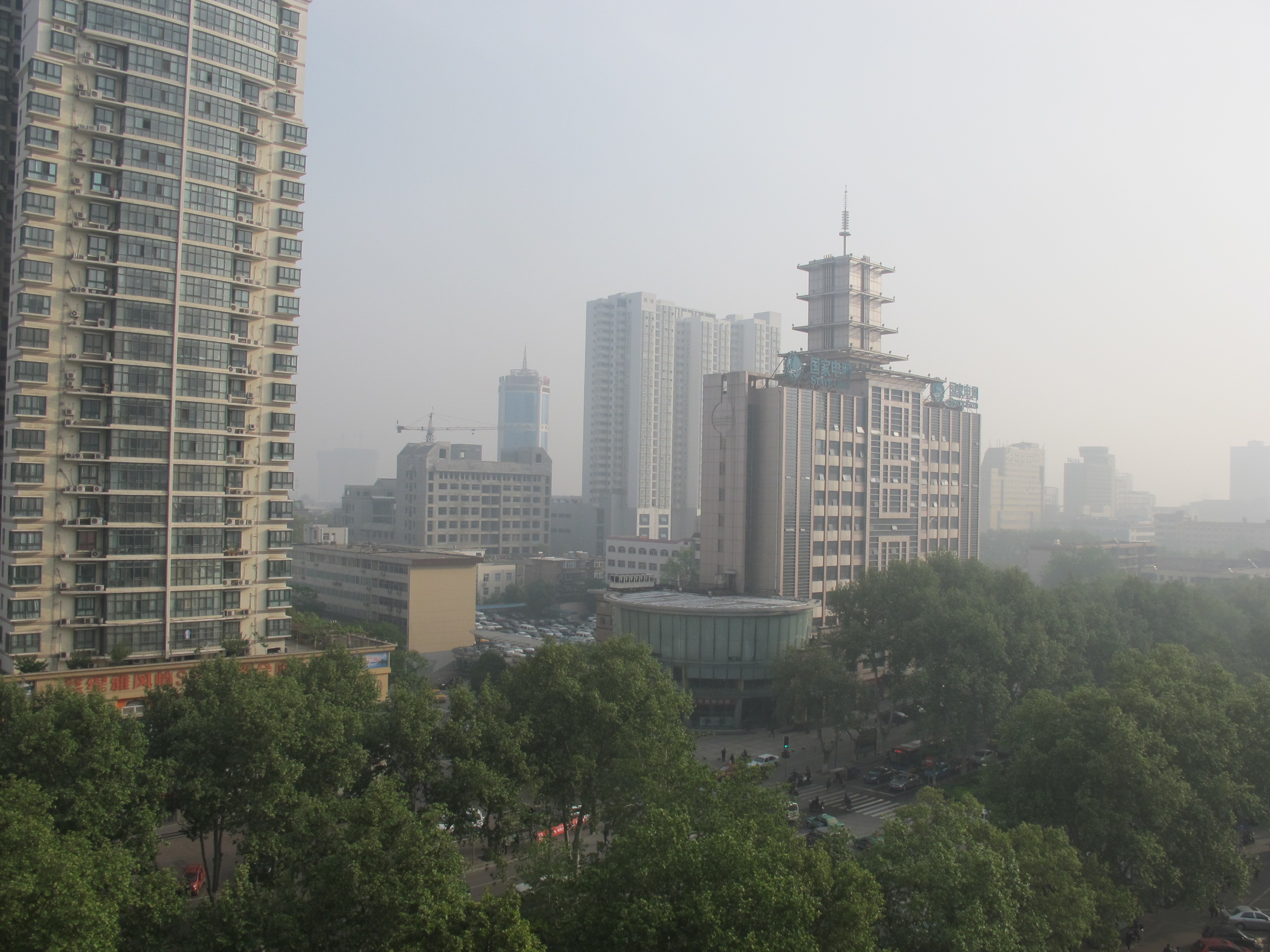

시궁구(한국어: 서공구, 중국어: 西工区, 병음: Xīgōng Qū)는 중화인민공화국 허난성 뤄양 시의 현급 행정구역이다. 넓이는 56km2이고, 인구는 2007년 기준으로 350,000명이다.

## 행정 구역
9개 가도를 관할한다.
- 가도: 王城路街道, 西工街道, 凯旋东路街道, 金谷园街道, 道北路街道, 安乐路街道, 邙岭路街道, 汉屯路街道, 唐宫路街道.